# 実数空間
数学において実 n-次元数空間（すうくうかん、英: real n-space）は実変数の n-組を一つの変数であるかのように扱うことを許す座標空間である。太字の R の右肩に n を置いた Rn で表す（または黒板太字を用いて ℝn とも、プレーンテキストでは R^n とも書く）。さまざまな次元の Rn が純粋数学や応用数学、あるいは物理学などの多くの分野で利用される。実 n-次元数空間は実線型空間の原型例であり、n-次元ユークリッド空間を表現するものとしてよく用いられる。この事実から、幾何学的な暗喩がRn に対して広く用いられる（具体的には R2 を平面、および R3 を空間として扱うなど）。

## 定義
任意の自然数 n に対し、実数の n-組の全体からなる集合 Rn を「n-次元実数空間」("n-dimensional real space") と呼ぶ。Rn の元は、各 xi を実数として
{\displaystyle \mathbf {x} =(x_{1},x_{2},\ldots ,x_{n})}
と書かれる。
各 n に対して数空間 Rn はただ一つ存在する (the real n-space)

## 性質と構造
実数の集合 R の n 個の元からの構成であることに依存して、Rn には R の持つある種の数学的構造が遺伝する。特に注目すべきは:
- ベクトル空間の直和としての定義により Rn に加法とスカラー倍が定義できる（数ベクトル空間を参照）、
- Rn は位相空間になる

ことである。

### 位相構造
Rn の標準位相、ユークリッド位相あるいは通常の位相と呼ばれる位相は、定義節に言うように単に直積集合と見ただけでは出てくる構造ではない。これはユークリッド距離の誘導する自然な位相に一致する。すなわち Rn の部分集合が開であるとは、その部分集合の各点においてその点を中心とする適当な開球体をその部分集合が必ず含むことをいう。Rn は位相線型空間でもあり、線型構造と両立することのできる（非自明な）位相はただ一つ存在する。
Rn の位相次元は n である。
Rn の位相に関する表面的でない重要な結果の一つがブラウワーの領域不変性である。Rn の部分集合（に部分空間の位相を入れたもの）で Rn の別の開部分集合に同相となるものは、それ自身が開である。ここから直ちに Rm と Rn は m ≠ n のとき同相でないことが帰結される（これは直観的には明らかだが証明するのは難しい）。
位相次元が異なるにも拘らず、および素朴な予測に反して、低次元の数空間を Rn の上に連続的に写すことができる。連続的（だが滑らかでない）空間充填曲線（R1 の像）が可能である。

### 向き
ほかの一般の体と異なり、実数体 R が順序体となることから、Rn 上に向きが導かれる。Rn からそれ自身への任意の非退化線型写像は、付随する行列の行列式の符号に従って、向きを保つか向きを逆にするかのいずれか一方に分類される。座標（基底の元）の置換を行った結果の向きは置換の偶奇性によって決まる。
Rn またはその領域上の微分同相もまた向きを保つか逆にするかで分類できる。これは微分形式の理論で重要な帰結を持つ。

### 平行移動
Rn は、ベクトル空間としての Rn がそれ自身に平行移動として作用するものとして、アフィン空間と看做すことができる。逆に、一つのベクトルを「二点間の変位」と解釈して、ふつうは二点を結び有向線分として描かれる。この違いはつまり、アフィンな n-次元空間では標準的な原点の選び方が存在しない（平行移動でどこへでもやってしまえるから）ということである。

### ユークリッド構造
点乗積
{\displaystyle \mathbf {x} \cdot \mathbf {y} =\sum _{i=1}^{n}x_{i}y_{i}=x_{1}y_{1}+x_{2}y_{2}+\cdots +x_{n}y_{n}}
はベクトル空間 Rn 上のノルム  ‖ x ‖ = √x⋅x を定める。任意のベクトルがそのユークリッドノルムを持つならば、任意の二点間に距離
{\displaystyle d(\mathbf {x} ,\mathbf {y} )=\|\mathbf {x} -\mathbf {y} \|={\sqrt {\sum _{i=1}^{n}(x_{i}-y_{i})^{2}}}}
が定義され、Rn には（そのアフィン構造に加えて）距離空間の構造が入る。
Rn のベクトル空間の構造と同じく、上記の点乗積およびユークリッド距離は暗黙的にその存在が仮定されているのが通例である。しかし厳密に言えば、n-次元実数空間と n-次元ユークリッド空間は異なる数学的対象である。任意の n-次元ユークリッド空間は、点乗積およびユークリッド距離が上記の形になるデカルト座標系（直交座標系）を持つが、一つのユークリッド空間上に直交座標系は「無数に」存在する。
逆に、ユークリッド距離に対する上記の式は Rn 上に「標準」ユークリッド構造を定めるが、それが唯一可能なユークリッド構造というわけではない。実際、任意の正定値二次形式 q は固有の「距離」√q(x − y) を定義するが、これは
{\displaystyle \exists C_{1}>0,\ \exists C_{2}>0,\ \forall \mathbf {x} ,\mathbf {y} \in \mathbb {R} ^{n}:C_{1}d(\mathbf {x} ,\mathbf {y} )\leq {\sqrt {q(\mathbf {x} -\mathbf {y} )}}\leq C_{2}d(\mathbf {x} ,\mathbf {y} )}
を満たすという意味においてユークリッド距離とそう変りない。このように距離を取り替えても、例えば完備性など、幾らかの性質は保たれる。
上記の距離函数の同値性は √q(x − y) を任意の凸正斉一次函数（つまりベクトルのノルム）M に対する M(x − y) で取り替えても正しい（例えばミンコフスキー距離を参照）。このように Rn 上の任意の「自然な」距離がユークリッド距離とそう大差ないという事実があるため、職業数学者の手になるものでさえ Rn が n-次元ユークリッド空間と常に区別されるわけではない。

## 用例

### 多変数函数の定義域
実 n-変数の任意の函数 f(x1, x2, … , xn) は Rn 上の写像と看做すことができる（つまり、 Rn を定義域と考える）。複数の変数を個別に考える代わりに実 n-次元数空間を考えることで、記法が簡素になり合理的な定義などが示唆される。例えば n = 2 として、連続函数 g1 および g2 に対して
{\displaystyle F(t)=f(g_{1}(t),g_{2}(t))}
なる形の写像の合成を考えるとき、
∀x1 ∈ R : f(x1, •) が（x2 に関して）連続、
∀x2 ∈ R : f(•, x2) が（x1 に関して）連続
と仮定しても F は必ずしも連続とならない。連続性はより強い条件であり、多変数の連続性と呼ばれる R2 の自然な位相に関する f の連続性は、合成函数 F が連続となるための十分条件になる。

### 多様体論
多様体の定義においてモデル空間は Rn である必要はないのだが、そうするのが最も一般的な選択であり、微分幾何学においてはほとんどそうである。
他方、ホイットニー埋蔵定理は任意の m-次元可微分多様体が R2m に埋め込めることを述べる。

### その他
Rn 上で定義されるその他の構造には擬ユークリッド空間、（n が偶数のとき）斜交構造、（n が奇数のとき）接触構造 などが含まれる。これらの構造は座標に依存しないやり方で定義することもできるけれども、座標に関して標準形（および適当な意味で単純な形）にすることができる。
Rn はCn の複素共軛不変な実線型部分空間でもある。複素化も参照のこと。